# Michalina Wisłocka

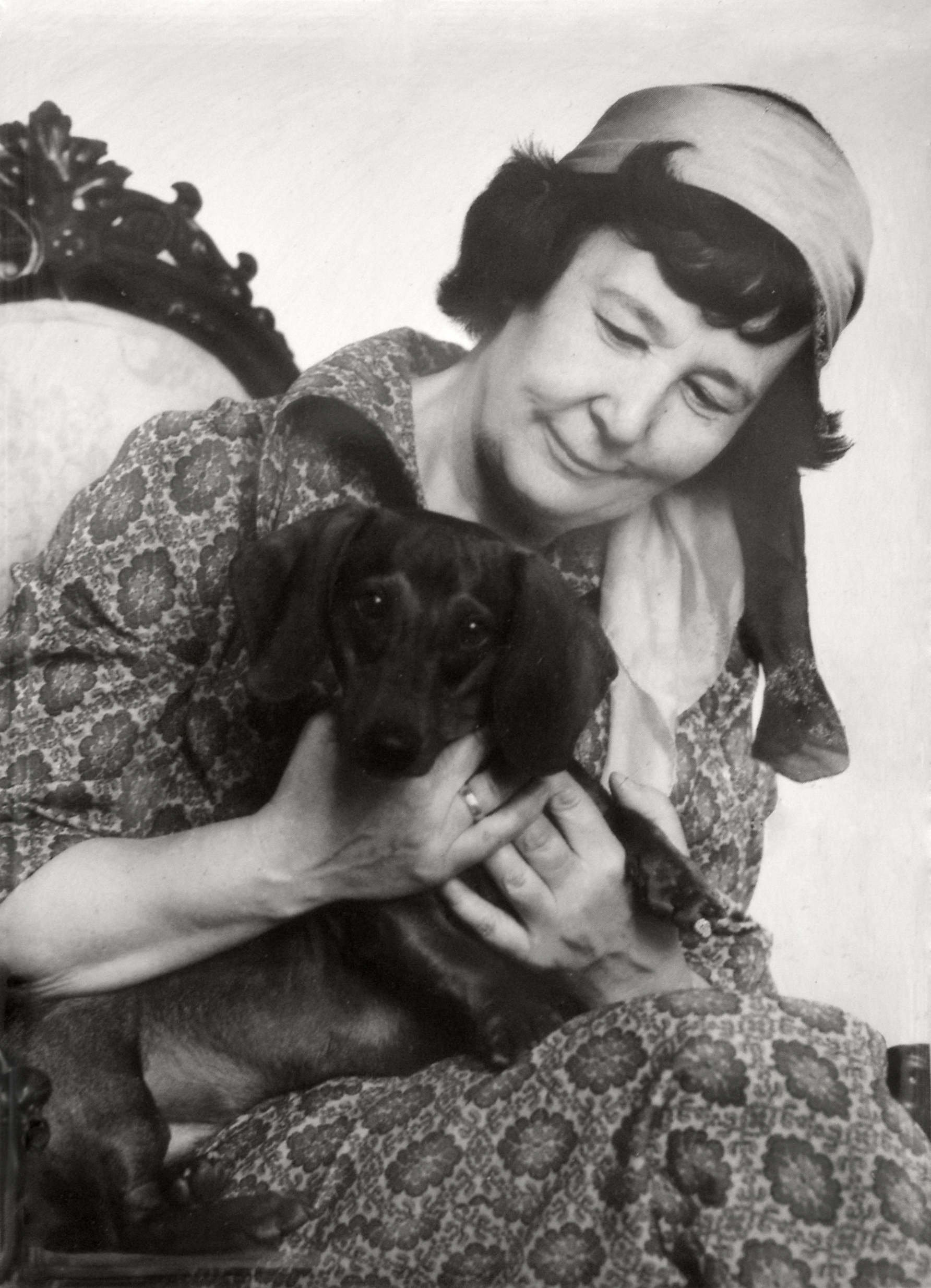
Michalina Wisłocka

Michalina Wisłocka (geboren als Michalina Anna Braun am 1. Juli 1921 in Łódź; gestorben am 5. Februar 2005 in Warschau) war eine polnische Gynäkologin, Zytodiagnostikerin und Sexologin. Bekannt wurde sie als Autorin des polnischen Bestsellers Sztuka kochania (polnisch: „Die Kunst zu lieben“). Die Verfilmung dieses Buches aus dem Jahr 2017 wurde mit zwei polnischen Filmpreisen ausgezeichnet.

## Biografie
Michalina Wisłocka wurde, als älteste von drei Geschwistern, in eine intellektuell gut situierte Familie geboren. Ihr Vater, Jan Tymoteusz Braun, war Lehrer an einer Grundschule, später Direktor einer weiterführenden Schule in Lodz. Auch ihre Mutter unterrichtete. Ihr 1923 geborener Bruder Andrzej Braun war ein Schriftsteller und Dichter, ihr 1926 geborener Bruder Jan Braun war ein Sumerologe und Professor an der Universität Łódź. 

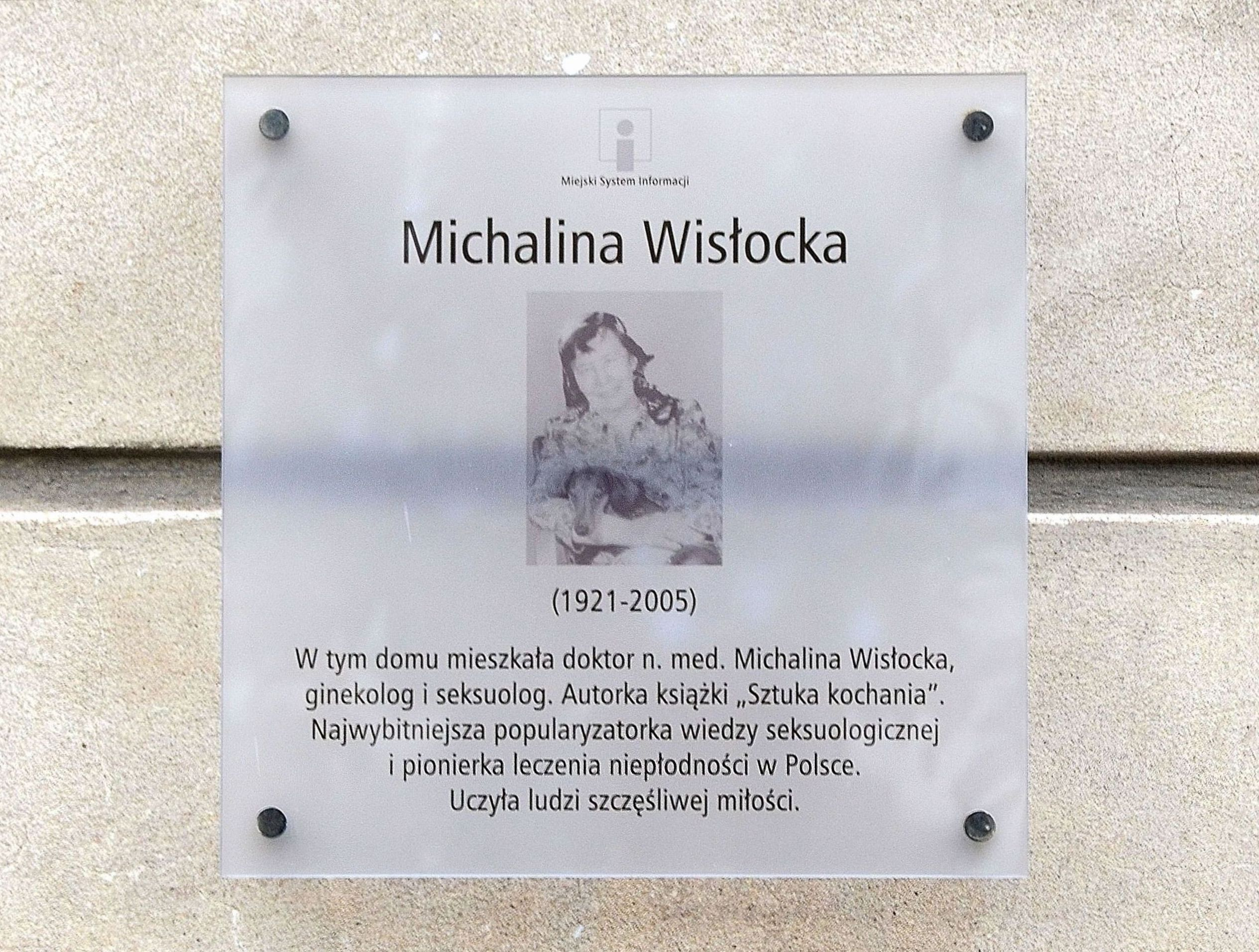
Schild am ehemaligen Wohnhaus Wisłockąs

Während des Zweiten Weltkriegs wurde die Familie Braun in das Generalgouvernement nach Warschau deportiert, hier verblieb Wisłocka bis zum Ende des Krieges.
Am 1. September 1952 wurde sie im Archiv der Ärztekammer des Bezirks Warschau als Ärztin registriert, am 18. März 1959 wurde sie Fachärztin für Gynäkologie und Geburtshilfe. Am 24. April 1969 erlangte sie an der Medizinischen Akademie in Warschau den Doktorgrad der Humanmedizin.
Kurz danach wurde sie Leiterin des zytodiagnostischen Labors einer Entbindungsklinik.
Sie war 1957, neben Zbigniew Lew-Starowicz, Kazimierz Imieliński & Mikołaj Kozakiewicz, Gründerin der polnischen Gesellschaft für Familienentwicklung („Towarzystwo Rozwoju Rodziny“).
Sie begann, neben ihrer Tätigkeit als Ärztin, Ratgeber und Sachbücher über Sexualität zu verfassen. Wisłockas bekanntestes Werk Sztuka kochania wurde 1978 verlegt und mit 7 Millionen verkauften Büchern zum Bestseller. Es beinhaltet neben Anleitungen zu Sexualpraktiken auch historische Texte über Liebe und Liebes Talk.
Im Jahr 2016 wurde ihr Buch neu aufgelegt, in der neuen Auflage wurde ein aktualisiertes Kapitel zur Empfängnisverhütung ergänzt.
Sztuka kochania und ihr Gesamtwerk werden heute kontrovers betrachtet. Grundsätzlich hat Wisłocka hervorragende Aufklärungsarbeit über Sexualität in Polen geleistet. Ihre Sichtweise auf Sexualität wird aber aus feministischer Perspektive kritisiert, sie zeichne ein einseitiges Bild der Frauen und Männer. Iza Desperak führt ihre „konservative Haltung“ bezüglich der Geschlechterrollen aber auf das Zeitalter zurück, in dem die Autorin aufwuchs.

## Auszeichnungen & Ehrungen

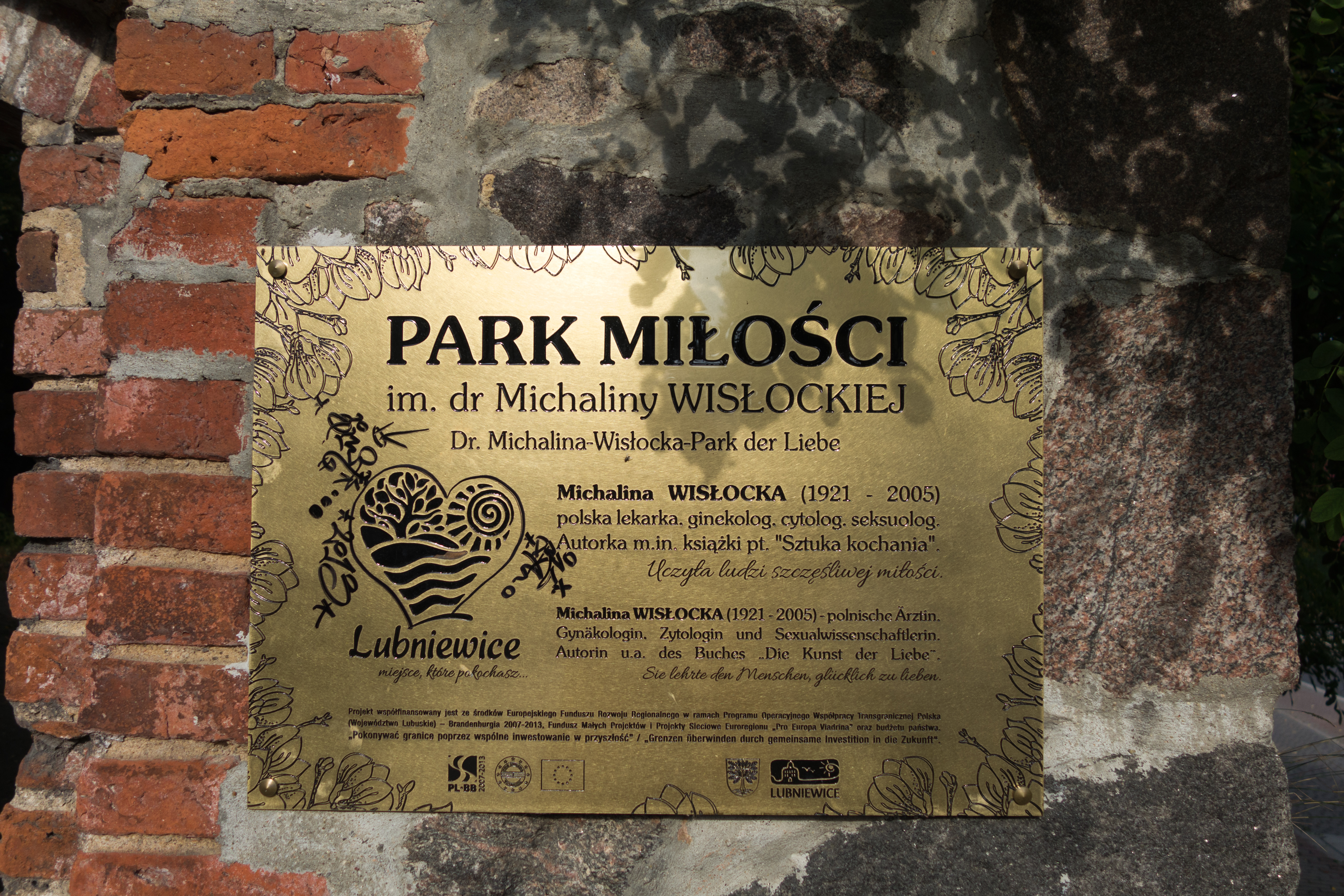
Plakette am Eingang zum „Park der Liebe.“

Im Jahr 1997 wurde ihr der Orden Polonia Restituta verliehen.
In der Stadt Lubniewice gibt es den nach ihr benannten „Park der Liebe.“

## Publikationen
- Präventionstechnik (1959)
- Schwangerschaftsverhütungsmethoden (1976)
- Die Kunst des Liebens (1978), ISBN 83-207-0488-X
- Kultur der Liebe (1980)
- Kaleidoskop des Geschlechts (1986), ISBN 83-03-01447-1
- Die Kunst des Liebens: zwanzig Jahre später (1988), ISBN 83-207-1371-4
- Die Kunst des Liebesspiels: Vitamin „M“ (1991), ISBN 83-207-1376-5
- Erfolg in der Liebe (1993), ISBN 83-85249-24-9
- Malinka, Bratek und Jaś (1998), ISBN 83-7180-862-3
- Liebe fürs Leben: Erinnerungen aus der sorglosen Zeit (2002), ISBN 83-7311-201-4

## Film
- Maria Sadowska: Sztuka kochania. Historia Michaliny Wisłockiej (The Art of Love: The Story of Michalina Wislocka)